# Казахстан в составе Российской империи
Казахстан в составе Российской империи — период в истории Казахстана с момента упразднения ханской власти в первой половине XIX века и до падения Российской империи в 1917 году.

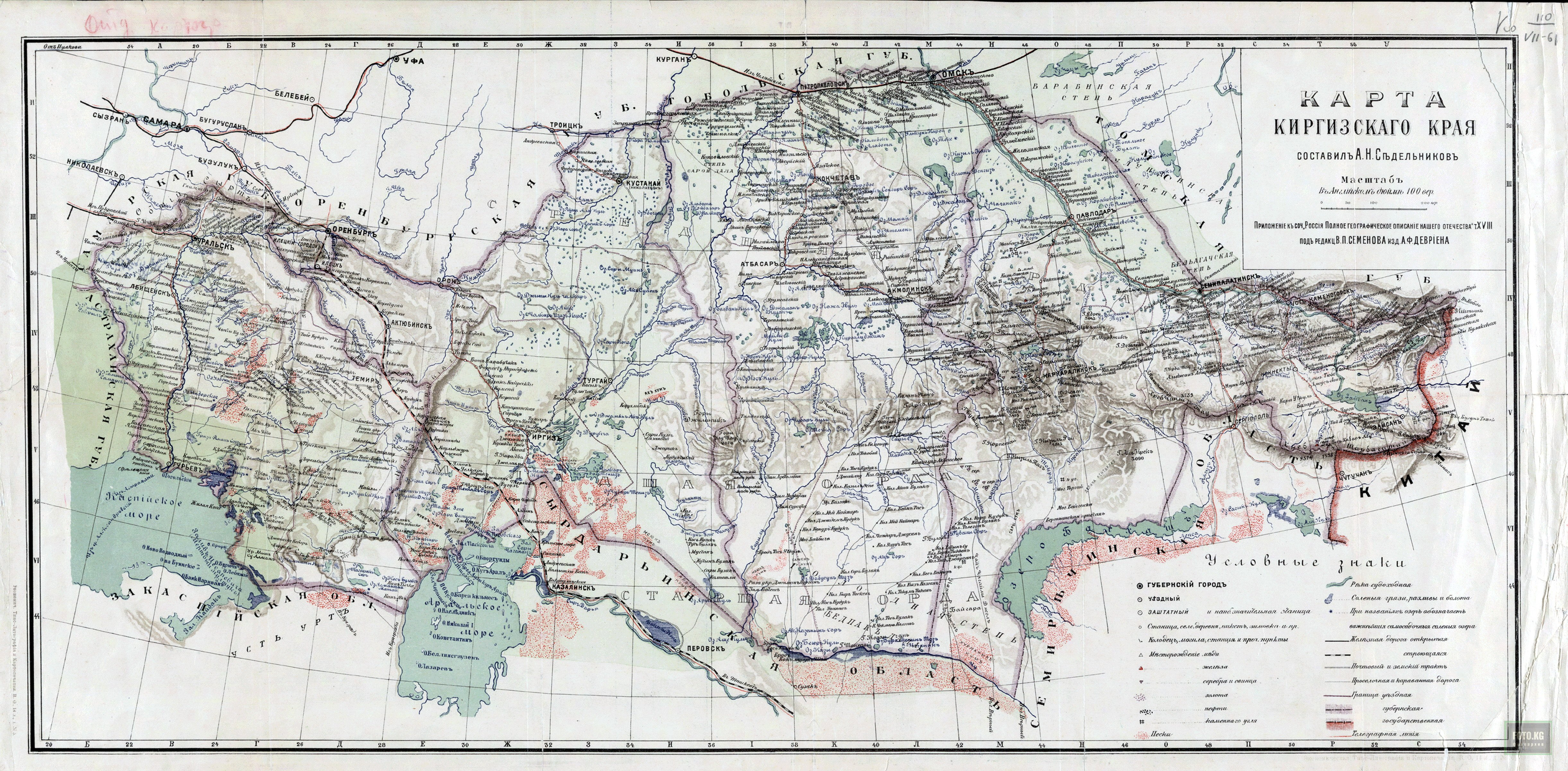
Карта Киргизского края в 1903 году

## Первый российский протекторат
В целях упрочнения своей власти и возвышения над ханами Старшего и Среднего жузов хан Младшего жуза Абулхайр принял решение об установлении дипломатических отношений с Россией. В 1730 году Абулхайр и его сыновья Нуралы и Ералы обратились к российской императрице Анне Иоанновне с прошением о распространении российского подданства на казахов Младшего жуза. В 1731 году это прошение было удовлетворено, и над казахами Младшего жуза был установлен протекторат России. В 1732 году российской императрице присягнул хан Среднего жуза Самеке, а в 1740 году российский протекторат над казахами Среднего жуза подтвердил хан Старшего жуза Абылай. Ханы Младшего и Среднего жуза обязались охранять российские границы, содействовать российским военным, политическим и торговым интересам на подвластной им территории и платить ясак «кожами звериными». В обмен российские власти гарантировали казахам Младшего и Среднего жуза защиту от разорительных набегов джунгаров и башкир.

## Строительство российских фортификационных линий
Началу полномасштабной экспансии России в Казахстане предшествовало строительство мощных российских фортификационных линий вдоль российско-казахской границы, принятие правительством поощрительных мер к переселению русских крестьян и торговцев в пограничные с Казахстаном районы и политико-экономическое давление на местных правителей. В 1716 году началось строительство первой российской фортификационной линии — Иртышской; в 1752 году она соединила три западно-сибирские крепости: Омск, Семипалатинск и Усть-Каменогорск. В 1737—1742 годах Оренбургская фортификационная линия соединила Оренбург и Троицк. В 1740—1750-х годах были возведены ряд форпостов, впоследствии составившие Уральскую (Яицкую) оборонительную линию. В 1811 году между реками Илек и Урал была построена Илекская оборонительная линия. Всего к началу XIX века на четырёх линиях было возведено 46 крепостей и 96 редутов.

## Установление российского протектората над казахами Младшего и Среднего Жуза
Большинство родов Младшего жуза и некоторые рода Среднего жуза поддержали Пугачёвское восстание (1773—1775), что послужило поводом для возвращения России в Казахстан. Политика Екатерины II в регионе сочетала военное подавление, стимулирование экономической заинтересованности казахов в российском правлении, и культурно-идеологическую экспансию. Как цивилизаторский фактор и способ идеологического контроля Екатерина II рассматривала исламизацию казахов усилиями казанских татар. В 1784 году был издан указ о массовой постройке в казахских степях мечетей, медресе и караван-сараев и укомплектовании их татарами. В 1789 году в Уфе был учреждён первый российский муфтият — Духовное управление мусульман Российской империи, одной из важнейших функций которого было распространение ислама среди казахов-кочевников. В результате к началу XIX века ислам стал господствующей религией в казахских степях.
Екатерина II придавала особое значение переводу казахов-кочевников на оседлость; также были приняты дополнительные меры по переселению русских крестьян в казахские степи и по обучению местных кочевников земледельческим навыкам. В 1787 году российские власти инициировали разделение территории Младшего жуза на западную, центральную и южную области, управляемые выборными советами старейшин и пограничными судами, в которых были представлены как казахи, так и русские. Совет и суд были подотчётны одновременно казахскому хану и российским властям.
В 1799 году для управления казахами Младшего жуза была создана Оренбургская пограничная комиссия.
По мере перехода верховных властных функций над казахами Младшего и Среднего жуза к Санкт-Петербургу, власть ханов стала носить номинальный характер. В 1818 году титул хана был упразднён в Среднем жузе, а в 1824 — в Младшем жузе; за этим последовало включение земель Среднего жуза в состав Западной Сибири под названием «Киргизская степь». В 1844 году казахи бывшего Младшего жуза были переведены под параллельное управление Азиатским департаментом Министерства иностранных дел и Оренбургского военного коменданта, а бывшую территорию жуза разделили на три региона (Западный, Центральный и Восточный).

## Реформы Сперанского
В 1820—1840-х годах на территории казахских степей были проведены реформы, главным разработчиком которых был генерал-губернатор Западной Сибири М. М. Сперанский. Целью реформ было утверждение среди казахов территориального административного деления вместо существовавшего ранее родового, и на интеграцию Казахстана в административную систему Российской империи. В результате этих реформ «Киргизская степь» была разделена на 4 округа, которые в свою очередь делились на 87 волостей (в 1834 году было добавлено ещё три округа). Округ управлялся приказом во главе с султаном и двумя — российским и казахским — представителями. Приказ наделялся политическими и судебными полномочиями. Волость (инородная управа), состоявшая из 10-12 аулов (родовая управа) управлялась султаном или членом аристократической семьи, выбранным на совете старейшин кланов. Аул, в свою очередь, объединял около 15 семей, связанных родственными узами.
Экономические реформы были нацелены на превращение кочевников в оседлых и цивилизованных жителей и на дальнейшее развитие Казахстана. Рядовые кочевники бесплатно наделялись земельными участками в размере 15 десятин, а также семенами и сельскохозяйственным инвентарём. Старейшины родов получали 30 десятин, бии — 40.
В 1841 году была проведена кодификация кодекса степных законов, синтезировавшего нормы адата и российского судебного законодательства.

## Установление российского протектората над казахами Старшего жуза и прочими территориями Казахстана

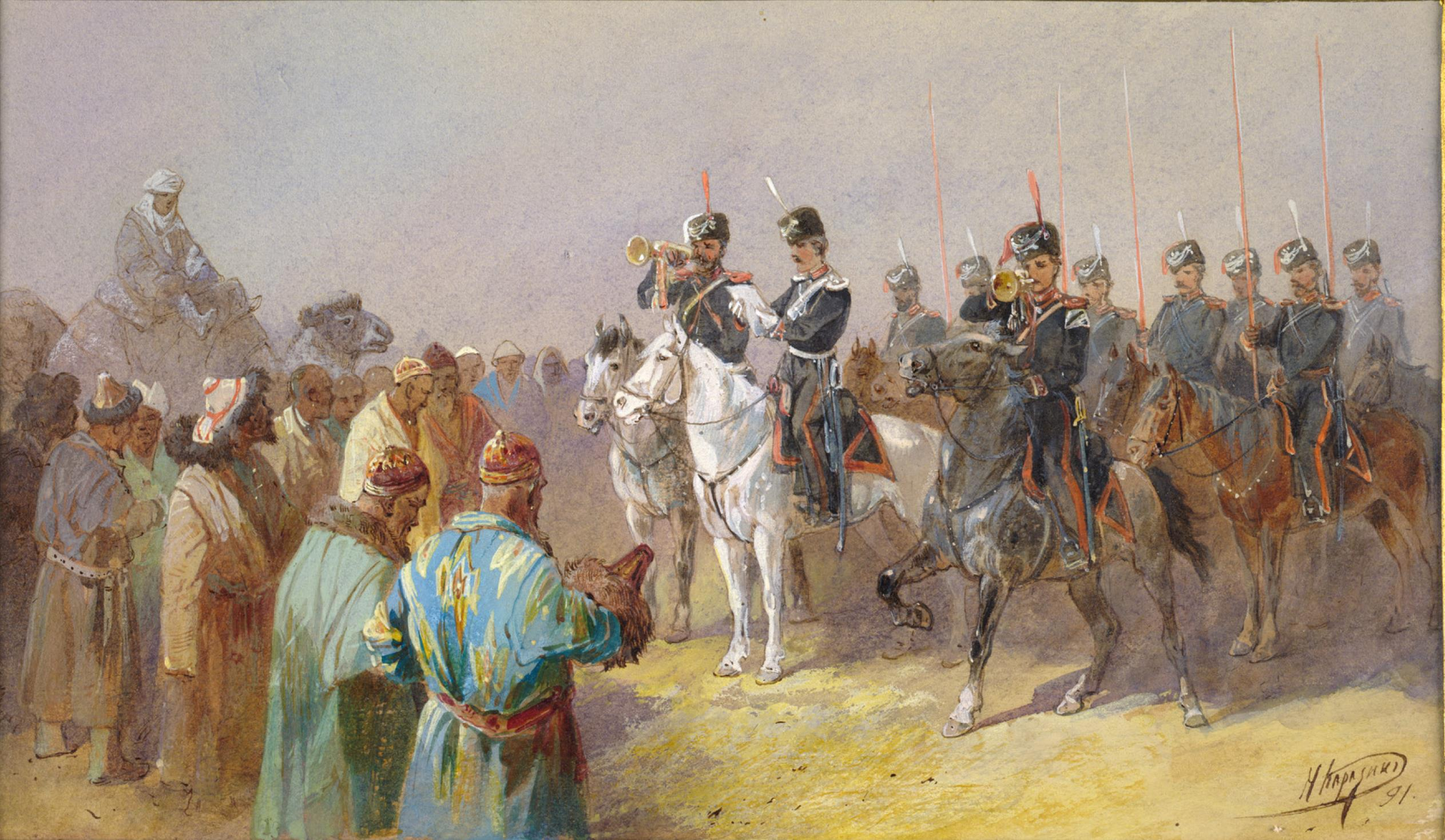
Объясачение Средней киргиз-кайсацкой орды. Царский указ. 1824 год.

После разгрома Джунгарского ханства Цинской империей и казахско-маньчжурской войны 1756—1759 годов в Казахском ханстве все более стала укрепляться власть султана Абылая, который в 1771 году был официально поднят на белой кошме и признан ханом. Во время его правления казахское государство успешно боролось с планами Цинской империи распространить на него своё влияние. Проведя ряд успешных военных операций против киргизов (Жайылское побоище), Кокандского и Бухарского ханств Абылай сумел вернуть ранее захваченные казахские земли, в том числе город Ташкент. В основном войны происходили в южной части нынешнего Казахстана.
Абылай признавал подданство Российской империи, но сопротивлялся её влиянию. Его сын Уали-хан не обладал таким влиянием, как его отец, вследствие чего в период его правления российские власти построили на казахской территории ряд крепостей, как, к примеру, Акмолинск.
Долгое время кочевники существовали за счёт военных набегов и дани с окружающих территорий. К примеру, каждый сырдарьинский город платил дань одному из казахских правителей. Но такая модель отношений была невозможна с такой империей, как Россия. Казахи пытались совершать набеги, однако российское правительство не жалело средств для укрепления границы и вскоре превратило её в практически неприступную оборонительную линию, вытянувшуюся дугой от Каспийского моря до Алтая.
После смерти Уали-хана в 1821 году по указу Александра I ханство было ликвидировано, а его территория вошла в состав Российской империи.
В результате конфликта интересов и столкновений противоположных мировоззрений происходили народные волнения, выливающиеся в восстания. Ярким лидером сопротивления стал внук Абылая — Кенесары, признанный ханом в 1841 году. Но силы были неравны, и в 1847 году Кенесары был убит, после чего территория, входящая в настоящий момент в состав Северо-Казахстанской, Кустанайской и частично Акмолинской областей фактически оказалась под управлением России.
Михаил Терентьев писал о взаимоотношениях казахов и российских властей в этот период так:

За малыми исключениями почти все губернаторы держались того мнения, что с ордынцами можно справиться их же способом: набегами. Представим себе такую картину: чумекеевцы расчебарили наших башкир и потянулись с барантой восвояси, но мы вступаемся и высылаем в степь отряд… Обыкновенно в таких случаях виноватые успеют откочевать подалее, в пределы Хивы или Бухары, а под руку попадаются, только невинные, какие-нибудь чеклинцы, которые считают себя не подлежащими возмездию и потому остаются на своих местах. Но так как решить вопрос виноваты они, или нет — предоставлено начальнику отряда, какому-нибудь казачьему офицеру — то отряд почти всегда возвращается с барантой и с отличием, т. е. со славою. Расчебаренные чеклинцы являются на линию мстить, в погоню за ними посылается другой отряд, который настигает положим бейбулатовцев и громит их… Счеты запутываются.
Ни одна из потерпевших сторон в долгу не остается, но возмещает свои убытки на первом попавшемся. Спасаясь затем от преследования, партия конечно спешит, захваченные стада изнуряются и скот начинает падать.
В конце концов — все остаются в убытке.

Если дело не ограничивается барантой, а развертывается в открытое восстание, то наши летучие отряды лишаются и таких громких лавров, каковы победы над мирными аулами: тогда уже мирных нет — все на сторожи, все ждут, и то нападают врасплох, то улепетывают в беспредельные степи.

## Реформы Кауфмана в Туркестане
В Туркестане в 1867—1881 годах губернатор К. П. Кауфман отменил рабство и осуществил серию реформ, нацеленных на интеграцию туземных и общероссийских норм землепользования, местного управления и судопроизводства. По Туркестанскому земельному уложению 1877 года верховная государственная собственность на землю сочеталась с широкими владельческими правами туземного населения; в частности, земледельцы наделялись правом купли-продажи и наследования обрабатываемой земли. Земельный налог, установленный в Туркестане, был значительно ниже, чем в Центральной России. В 1886 году ввиду расширения земледельческого производства среди казахов государственная собственность на обрабатываемые земли была упразднена и право земледельца на владение обрабатываемой землёй было преобразовано в право собственности на эту землю; в государственной собственности остались лишь леса, реки и необрабатываемые земли на территории Туркестана. 
В сфере местного управления и судопроизводства реформы Кауфмана способствовали утверждению принципа выборности при сохранении эффективных традиционных институтов. рядовые жители были наделены правом выбирать старейшин кишлаков, аулов и волостей. Наряду с вновь образованными российскими судами были сохранены местные суды, действовавшие на основе шариата и адата; как и прежде, они возглавлялись биями и кади.

## Изменение отношения властей к исламу
На севере Казахстана проводниками исламизации служили казанские татары, которые в большинстве своём были ориентированы на всестороннюю интеграцию российских мусульман в социально-политическую, экономическую и культурную жизнь Российской империи. На юге Казахстана, однако, ведущую роль в распространении ислама играли исламские миссионеры из Кокандского ханства и других областей Центральной Азии, для которых были характерны приверженность традиционному Исламу и антироссийская политическая ориентация. В 1880-х годах среди казахов, как и других мусульман Российской империи, начали распространяться идеи панисламизма и пантюркизма. Российские власти усматривали в панисламизме и пантюркизме угрозу территориальной целостности империи, и курс на благоприятствование развитию Ислама сменился политикой жёсткой регламентации со стороны Министерства внутренних дел России всех видов исламской деятельности (на одну волость был официально разрешён, к примеру, только один мулла, подконтрольный российским властям).

## Развитие казахской интеллектуальной элиты
Для повышения уровня образования и подготовки местных кадров российской администрацией была создана сеть русско-казахских школ. Определённое число казахов — выпускников этих школ получили возможность продолжить образование в гимназиях Оренбурга, Омска и Семипалатинска. Среди этих первых представителей казахской светской интеллектуальной элиты были Чокан Валиханов, Ибрай Алтынсарин и Абай Кунанбаев.
Основная масса казахской молодёжи продолжала получать конфессиональное образование в медресе. В 1890-х годах в медресе Казахстана стал проникать новый метод обучения (усул уль-джадид), суть которого сводилась к замене механического зазубривания Корана и других исламских текстов обучению устному арабскому языку, а также введению в программу медресе таких базовых светских предметов, как математика, физика, история, литература и язык. Внедрение нового метода было неоднозначно воспринято российскими властями: с одной стороны он обеспечивал более высокий общеобразовательный уровень казахов и способствовал их интеграции в систему российских социально-экономических связей, но с другой стал основанием более широкого общественно-политического феномена — джадидизма, который явился первичной формой казахского национального и политического самосознания. Среди джадидов были такие яркие представители казахской мусульманской элиты, как Мурат Монкаули и Абубакир Кердери. Среди образованной части казахского населения идеи джадидизма распространялись посредством первых казахских периодических изданий — «Акмолинский листок», «Оренбургский листок» и «Степная газета»; так как до 1905 года в Казахстане не было типографии с арабским шрифтом, то первые казахские газеты издавались в типографиях Казани.

## Социально-экономическое развитие
Во второй половине XIX века казахские степи превратились в процветающию окраинную провинцию Российской империи. 
Во второй половине XIX века на территории Казахстана достигнуты небывалые высоты в столь короткий срок времени, появилась горная промышленность, возникли первые промышленные предприятия, началось развитие угле- и нефтедобычи промышленности. В 1892—1896 годах была построена Транссибирская железная дорога, соединившая Омск и Оренбург и существенно улучшившая связь Казахстана с Центральной Россией.

## Казахстан в годы Первой мировой войны
Несмотря на то, что духовным главой мусульман-суннитов был османский султан-халиф, вступление Османской империи в Первую мировую войну против России не вызвало волнений среди российских мусульман, так как война была спровоцирована именно младотурками. Однако по мере затягивания войны, роста потерь и тягот военного времени увеличение социальной напряжённости по всей России затронуло и мусульман. 25 июня 1916 года царь Николай II издал указ о привлечении на тыловые работы в прифронтовой полосе около полумиллиона мусульман Туркестанского и Степного краёв. В ответ на территории от Амударьи до Урала вспыхнули антиправительственные выступления.
Эти волнения к январю 1917 года были подавлены: около 3 тысяч повстанцев были преданы суду и брошены в тюрьмы, 300 осуждены на смерть, часть сумела скрыться в степях и горах или бежала в Китай. Мусульманская элита, в основном не поддержавшая повстанцев, стала всё же отходить от прежней позиции наблюдения к позиции защиты «традиционного образа жизни».
Февральская революция привела к активизации политической жизни в Казахстане. На первом всекиргизском съезде в Оренбурге в августе 1917 года была создана организация Алаш-орда, с самого начала поддержавшая борьбу за независимость от России, однако при этом сотрудничающая с русскими властями против народных революционеров, вышедших из левого крыла мусульманских повстанцев 1916 года.